# Wall of Voodoo
I Wall of Voodoo sono stati un gruppo musicale new wave statunitense, fondato a Los Angeles, in California nel 1977. Il gruppo è noto soprattutto per i singoli Mexican Radio del 1982 e Far Side of Crazy del 1985.
Il loro suono è caratterizzato da un mix synth-elettro-acustico, in cui spiccano sonorità da spaghetti western impostate sulla chitarra di Marc Moreland e sul tappeto percussivo del batterista Joe Nanini.

## Storia del gruppo
Stan Ridgway è stato il cantante e leader del gruppo fino al 1983, anno in cui ha intrapreso una carriera solista. Dopo la sua uscita dal gruppo è stato sostituito da Andy Prieboy al quale si deve il successo dell'album Seven Days In Sammy's Town del 1985.

## Formazione
- Stan Ridgway – voce (1977-1983)
- Andy Prieboy – voce (1983-1988)
- Marc Moreland – chitarra (1977-1988)
- Bruce Moreland – basso (1977-1988)
- Chas Gray – tastiera (1977-1988)
- Joe Nanini – batteria (1977-1988)
- Bill Noland – tastiera (1982-1983)

## Discografia

### Album in studio
- 1981 – Dark Continent
- 1982 – Call of the West
- 1985 – Seven Days in Sammystown
- 1986 – Happy Planet

### Album dal vivo
- 1988 – The Ugly Americans In Australia

### Raccolte
- 1984 – Granma's House
- 1991 – The Index Masters

### EP
- 1980 – Wall of Voodoo
- 1982 – Two Songs by Wall of Voodoo

### Singoli
- 1982 – Ring of Fire
- 1982 – On Interstate 15
- 1982 – Mexican Radio
- 1984 – Big City
- 1985 – Far Side of Crazy
- 1986 – Do It Again
- 1986 – Elvis Bought Dora a Cadillac